# Сугандха
Сугандха (гінді ਸੁਗੰਧਾ; д/н — 914) — володарка Кашмірської держави у 904—906 роках.

## Життєпис
Була донькою Сваміраджі, васального раджи Кашміру. Між 883 і 885 роками вийшла заміж за магараджу Шанкаравармана. Супроводжувала останнього в його військових походах. Разом з чоловіком присвятила Махадеві два храми Шанкара Гауреса та Сугандхешвара в новій столиці Шанкарапурі (сучасний Паттан).
902 року після загибелі чоловіка у війні з державою Кабулшахів відмовилася здійснити саті як інші дружини і стає регентшею при малолітньому синові Гопалавармані. Здійснювала керування державою за підтримки першого міністра Прабхакарадеви, якого сучасники підозрювали в інтимному зв'язку з Сугандхою. 903 року придшено повстання залежного кабулшаха Камалавармана (Камалуки).
Внаслідок інтриг першого міністра (того Гопалаварман викрив на розкраданні державної скарбниці) його родич Рамадева 904 року ймовірно отруїв Гопалавармана, а потім самого Рамадеву було страчено.
За цим магарджею було оголошено зведено брата Гопалавармана — Самтаку, але той раптово помер через 4 дні. За цим кашмірська знать оголосила Сугандху магарані (володаркою) Кашміра. Стала карбувати власні монети з написом (письмом шарада) Шрі Сугадхадева, зображенням сидячої богині Лакшмі. Займалася активним будівництвом: засновано міста Сугандхапур і Гопалапур, храм Вішну Гопалакесава і монастир Гопаламатха.
Сама Сугандха планувала передати трон ще ненародженому онуку від Гопалавармана, але той народився мертвим. Після цього вона оголосила своїм спадкоємцем Нірджитавармана, внучатого небожа магарджі Авантівармана. У відповідь знать повстала, поваливши за підтримки тантринів (пішої гвардії) 906 року Суганджу, поставивши на трон Партху, 10-річного сина Нірджитавармана. В результаті вплив особистої царської охорони (екангів) було знищено.
Сугандха перебралася до Хаскапура (поблизу сучасного Барамула), де готувалася до боротьби за владу. 914 року виступила проти Партхи, але зазнала поразки в битві біля Срінагара, потрапила в полон. Невдовзі її було вбито у вігарі Ніспалака.